# 응집물질물리학
응집물질물리학(凝集物質物理學, 영어: condensed matter physics)은 물질의 응집된 상의 물리적 특성을 다루는 물리학의 한 분야이다. 응집물질물리학에서는 물리 법칙을 이용하여 이러한 상의 성질을 이해하는 것을 목표로 한다. 그 중에서도 특히 양자역학, 전자기학, 통계역학 법칙을 많이 이용한다.
가장 흔하게 접할 수 있는 응집된 상의 예로는 액체나 고체가 있고, 좀 더 특이한 응집된 상으로는 일부 물질을 저온으로 냉각시켰을 때 볼 수 있는 초전도 상이나 원자 격자의 스핀이 이루는 상인 강자성, 반강자성 상, 초저온 원자계에서 볼 수 있는 보스-아인슈타인 응축물 등이 있다. 응집물질물리학을 연구하기 위해서는 여러 실험적인 방법으로 물질의 특성을 측정하기도 하고, 이론물리학 기법을 이용하여 물리적인 성질을 이해하는 데 도움이 될 만한 수학적인 모형을 개발하기도 한다.
응집물질물리학은 다양한 현상과 대상을 연구하는 분야이기 때문에 현대 물리학에서 가장 활발한 분야 중 하나다. 미국의 물리학자 중 약 3분의 1이 응집물질물리학자로 분류되며, 응집물질물리학 분과는 미국물리학회에서 가장 큰 분과이다. 이 분야는 화학, 재료과학, 나노기술과 겹쳐 있으며, 원자물리학, 생물리학하고도 밀접하게 연관되어 있다.
역사적으로 보면 응집물질물리학은 고체 물리학에서 나왔는데, 고체 물리학은 물리학의 주요 하위분야로 간주되고 있다. 응집물질물리학이라는 용어는 필립 앤더슨이 1967년 기존에 "고체 이론" 이었던 그의 연구 그룹 이름을 바꿀 때 만들어 낸 것이다. 1978년 미국 물리학회의 고체 물리학 분과는 응집물질물리학 분과로 개명되었다.
이 분야를 응집물질물리학이라고 부르게 된 원인 중 하나는 고체 연구를 위해 개발된 개념과 기술 중 많은 부분이 유체계에 적용되기 때문이다. 예를 들어 전기 도체내의 전도 전자들은 원자들로 이루어진 유체와 같은 특성을 지닌 양자유체를 이룬다. 사실 전자들이 응축하여 흩어짐 없이 흐를 수 있는 새로운 유체가 되는 초전도 현상은 저온에서 3He가 초유체로 되는 현상과 유사하다.

## 같이 보기
- 양자장론
- 재료과학